# Pontault-Combault
Pontault-Combault ist eine französische Gemeinde mit 38.941 Einwohnern (Stand 1. Januar 2022) im Département Seine-et-Marne in der Region Île-de-France. Sie gehört zum Arrondissement Torcy und ist die einzige Gemeinde und damit zugleich chef-lieu (Hauptort) im Kanton Pontault-Combault. Die Einwohner heißen Ponto-Combalusiens oder Pontellois-Combalusiens.

## Geographie
Pontault-Combault liegt 20 Kilometer ostsüdöstlich von Paris am Flüsschen Morbras, einem Zufluss der Marne.
Der Ort grenzt im Norden an Émerainville, im Osten an Roissy-en-Brie, im Südosten an Ozoir-le-Ferrière, im Süden an Lésigny, im Südwesten an La Queue-en-Brie (Département Val-de-Marne), im Westen an Le Plessis-Trévise (Département Val-de-Marne) und im Nordwesten an Noisy-le-Grand (Département Seine-Saint-Denis).
Im Süden der Gemeinde breitet sich ein Teil des Forêt de Notre-Dame aus.

## Verkehr
Der Bahnhof Émerainville - Pontault-Combault liegt an der Bahnstrecke Paris–Mulhouse.
Durch den Ort führt ein Teil des dritten Autobahnringes um Paris, die Francilienne (als A104 bzw. Route nationale 104 bezeichnet). Diese kreuzt sich hier mit der N 4, die zur deutsch-französischen Grenze bei Strasbourg und Kehl führt.

## Geschichte
Pontault wurde als Pontelz 1079 erstmals erwähnt. Vermutlich rührt der Name von der lateinischen Bezeichnung für eine kleine Brücke her (ponticellum). 1839 wurden die Gemeinden Pontault und Combault zusammengelegt. Erst ab dem 20. Jahrhundert entwickelte sich die Gemeinde zu einer banlieue im Osten Paris. Ab den 1970er Jahren stieg die Einwohnerzahl über 10.000, während sie noch zu Beginn des 20. Jahrhunderts unter 1.000 lag.

## Sehenswürdigkeiten
- Kirche Saint-Denis aus dem 13. Jahrhundert (siehe auch: Liste der Monuments historiques in Pontault-Combault)
- Château de Combault aus dem 18. Jahrhundert, heutiges Rathaus
- Château Candalle aus dem 19. Jahrhundert, heute eine Schule
- Château de Bois La Croix aus dem späten 19. Jahrhundert
- Centre Photographique d'Île-de-France, Galerie für Fotografie und zeitgenössische Kunst

## Partnergemeinden
- Caminha, Portugal, seit 1978
- Beilstein, Baden-Württemberg, Deutschland, seit 1984
- Anyama, Elfenbeinküste, seit 1988
- Rădăuți, Rumänien, seit 1990

## Persönlichkeiten
- Catherine Lefèbvre (1753–1835), Wäscherin
- Maurice Papon (1910–2007), Politiker, Minister und Nazi-Kollaborateur
- François Bréda (* 1956), postmoderner Schriftsteller und Theaterwissenschaftler
- Cécile Nowak (* 1967), Judoka und Olympiasiegerin 1992
- Jérôme Morin (* 1973), Schriftsteller, Naturschützer und Ornithologe
- Anne-Sophie Mondière (* 1979), Judoka und Europameisterin
- Michel Denêtre (* 1987), Rugbyspieler
- Serge Gakpé (* 1987), Fußballspieler (Stürmer)
- Arthur Joly (* 1988), Rugbyspieler
- Emma Fourreau (* 1999), Umwelt-, Tierrechtsaktivistin und Politikerin